# 큰뇌조
큰뇌조(Tetrao urogallus)는 닭목 꿩과 큰뇌조속에 속하는 들새의 일종이다. 알려진 가장 큰 표본의 경우 무게는 7.2 킬로그램에 달한다. 이 종들은 극심한 성적 이형성을 보여주는데, 수컷이 암컷 보다 규모가 2배에 달한다. 유라시아에 걸쳐 볼 수 있는 육지에 사는 이 숲새는 진기한 짝짓기 모습으로 유명하다. IUCN에 따르면 전 세계 개체 수는 "관심 대상"으로 분류되어 있다.

## 분류
이 종은 1758년 《자연의 체계》라는 책에서 칼 폰 린네가 처음 학명으로 기재하였다.

### 아종
여러 아종이 있으며 서부에서 동부 순으로 나열된다:
- Tetrao urogallus cantabricus (Cantabrian capercaillie) - Castroviejo, 1967: 스페인 북서부에서 발견
- T. u. aquitanicus - Ingram, W., 1915: 스페인과 프랑스의 피레네산맥에서 발견
- T. u. major - 중앙 유럽에서 발견 (알프스에서 에스토니아)
- T. u. rudolfi - 남동 유럽에서 발견 (불가리아에서 우크라이나 남서부)
- T. u. urogallus - 린네, 1758: 스칸디나비아, 스코틀랜드에서 발견
- T. u. karelicus - 핀란드, 카렐리야에서 발견
- T. u. lonnbergi - 콜라반도에서 발견
- T. u. pleskei - 벨라루스, 중앙 유럽 러시아에서 발견
- T. u. obsoletus - 북유럽 러시아에서 발견
- T. u. volgensis - Buturlin, 1907: 동남 유럽 러시아에서 발견
- T. u. uralensis - Nazarov, 1886: 우랄산맥과 시베리아 서부에서 발견

스코틀랜드에서 자생하던 개체는 1770년부터 1785년 사이에 멸종되었다.

## 개요
큰뇌조 수컷과 암컷은 그 크기와 색을 보고 쉽게 구별해낼 수 있다. 수컷은 암컷보다 훨씬 크기가 더 크다.
수컷의 길이는 일반적으로 74~85 센티미터에 달하며 날개는 90~125 센티미터, 평균 몸무게는 4.1 킬로그램이다. 가장 큰 야생 수컷은 그 길이가 100센티미터이며 몸무게는 6.7 킬로그램이다. 크기가 가장 큰 종의 경우 몸무게가 7.2 킬로그램에 달한다. 몸의 깃털은 어두운 회색에서 어두운 갈색에 이르며 가슴 부위의 깃털은 어두운 금속빛의 녹색이다. 배와 아래꼬리는 검은색에서 흰색에까지 다양하다.
암컷은 훨씬 크기가 더 작으며 몸무게는 수컷에 비해 절반만큼 적게 나간다. 캐퍼케일리 암컷은 부리에서부터 꼬리까지 약 54~64 센티미어 길이이며 날개는 70 센티미터이고 몸무게는 1.5~2.5 킬로그램(평균 1.8 킬로그램)이다. 윗쪽 깃털은 검은 색과 은색의 테두리가 있는 갈색이다. 위쪽은 더 밝고 노랗다.

## 용어
영어로 큰뇌조를 가리키는 캐퍼케일리(capercaillie)라는 용어는 스코틀랜드 게일어 낱말 capull coille(나무-말)에서 오용된 것이다. 현재의 스펠링은 1843년 윌리엄 야렐이 표준화하였다.
속의 이름은 검은뇌조로 추정되는 사냥감의 라틴어 이름에서 비롯되었다. urogallus라는 종의 이름은 큰뇌조를 뜻하는 독일어 낱말 Auerhahn의 근대 라틴어의 부분적 동음이의어이다.